# ゲルハルト・リッター (化学者)
ゲルハルト・リッター （Gerhard Ritter、1902年11月27日 - 1988年11月24日）は、ドイツの化学者およびマネージャー。 1934年から1945年まで、彼はIGファルベンのボスであるカール・クラウチの最も重要な部下であり、特にIGファルベンの毒ガス生産に関して管理職を歴任し、1941年に同社の正式な責任者となる。戦後、1956年に彼はカールスルーエ原子力研究センター （KFK）のテクニカルディレクターに就任し、1959年にイスプラ ユーラトム研究センターの所長に就任した。

## 文献
- ベルントA Rusinek ： グレイフェルド事件、カールスルーエ-科学管理とナチス過去 （=カールスルーエ工科大学のアーカイブからの出版物、5）。 KIT Scientific Publishing、カールスルーエ2019、 ISBN 978-3-7315-0844-1 ; Gerhard Ritter（1902–1977）の章、pp。255–274

## Webリンク
- 参照ファイルDr. Gerhard Ritter、Federal Archives